# Vörösfülű gyümölcsgalamb
A vörösfülű gyümölcsgalamb (Ptilinopus fischeri) a madarak osztályának galambalakúak (Columbiformes) rendjébe és a galambfélék (Columbidae) családjába tartozó faj.

## Rendszerezése
A fajt Friedrich Brüggemann német ornitológus írta le 1876-ben. Sorolják a Ramphiculus nembe Ramphiculus fischeri néven is.

## Alfajai
- Ptilinopus fischeri fischeri (Bruggemann, 1876) - Celebesz északi része
- Ptilinopus fischeri centralis (A. B. Meyer, 1903) - Celebesz középső és délkeleti része
- Ptilinopus fischeri meridionalis (A. B. Meyer & Wiglesworth, 1893) - Celebesz délnyugati része [2]

## Előfordulása
Indonéziához tartozó Celebesz területén honos. Természetes élőhelyei szubtrópusi és trópusi síkvidéki és hegyi esőerdők. Állandó, nem vonuló faj.

## Megjelenése
Testhossza 37 centiméter.

## Természetvédelmi helyzete
Az elterjedési területe nagy, egyedszáma ugyan csökken, de még nem éri el a kritikus szintet. A Természetvédelmi Világszövetség Vörös listáján nem fenyegetett fajként szerepel.